# Olga Engl

Olga Engl auf einer Fotografie von Alexander Binder

Olga Engl (* 30. Mai 1871 in Prag, Österreich-Ungarn; † 21. September 1946 in Berlin) war eine österreichisch-deutsche Schauspielerin.

## Leben
Aufgewachsen in einem Ursulinenkloster, erhielt sie Schauspielunterricht bei Anna Versing-Hauptmann am Konservatorium Prag. Im August 1887 gab sie ihr Debüt als Bertha in Die Verschwörung des Fiesco zu Genua am Deutschen Theater ihrer Heimatstadt.
1888 wechselte sie an das Stadttheater Danzig und von 1889 bis 1892 trat sie an Berliner Bühnen auf. Von 1892 bis 1895 war sie am Hoftheater in München zu sehen, von 1895 bis 1897 in Hamburg am Thalia Theater und ab 1897 in Hannover am Deutschen Theater. Sie agierte in den Fächern der Salondame und der Heldin. Wichtige Rollen waren „Frau Flamme“ in Rose Bernd, „Frau Alving“ in Gespenster und „Nanderl“ in dem Bauernschwank Der Hochtourist.

Elga Brink, Werner Pittschau, Olga Engl, Standfoto aus dem Film „Der Stolz der Kompagnie“, 1926

Seit 1911 wirkte Olga Engl im Stummfilm mit, wo sie eine sehr häufig besetzte Kleindarstellerin wurde. Sie spielte in etwa 200 Produktionen Mütter, Großmütter und Tanten, oftmals gräflicher oder fürstlicher Herkunft. Daneben trat sie weiterhin bis kurz vor ihrem Tod an Berliner Bühnen auf, besonders am Theater in der Behrenstraße, am Renaissance-Theater, am Komödienhaus und zuletzt an der Tribüne. Sie stand 1944 in der Gottbegnadeten-Liste des Reichsministeriums für Volksaufklärung und Propaganda.

## Filmografie (Auswahl)
- 1911: Das Adoptivkind
- 1912: Der Schatten des Meeres
- 1912: Des Pfarrers Töchterlein
- 1913: Das Auge des Buddha
- 1913: In Vertretung
- 1913: Aus eines Mannes Mädchenzeit
- 1913: Richard Wagner
- 1914: Der Mann im Keller
- 1914: Im Schützengraben
- 1915: Carl und Carla
- 1915: Das Geheimnis einer Nacht
- 1916: Artur Imhoff
- 1916: Gelöste Ketten
- 1916: Diebe – und Liebe
- 1916: Der Pfad der Sünde
- 1916: Komtesse Hella
- 1916: Der Schirm mit dem Schwan
- 1916: Stolz weht die Flagge schwarz-weiß-rot
- 1916: Wenn Menschen reif zur Liebe werden
- 1916: Teddy wird verpackt
- 1916: Die Gespensterstunde
- 1917: Christa Hartungen
- 1917: Die Nichte aus Amerika
- 1917: Nicht lange täuschte mich das Glück
- 1917: Die Sühne
- 1918: Das Gift der Medici
- 1918: Die Buchhalterin
- 1918: Das Lied der Colombine
- 1918: Der Dieb
- 1918: Erträumtes
- 1918: Am anderen Ufer
- 1918: Wo ein Wille, ist ein Weg
- 1918: Der lebende Leichnam
- 1918: Um Krone und Peitsche
- 1918: Ikarus, der fliegende Mensch
- 1919: Veritas vincit
- 1919: Der letzte Zeuge
- 1919: Blondes Gift
- 1920: Die schwarze Spinne
- 1920: Anna Karenina
- 1920: Das Mädchen aus der Ackerstraße. 1. Teil
- 1921: Der Roman eines Dienstmädchens
- 1921: Das Geheimnis der Santa Margherita
- 1922: Der brennende Acker
- 1922: Phantom
- 1922: Der Liebe Pilgerfahrt
- 1923: Graf Cohn
- 1923: Katjuscha Maslowa
- 1923: S.O.S. Die Insel der Tränen
- 1924: Steuerlos
- 1924: Das goldene Kalb
- 1924: Die Frau in Versuchung
- 1925: Aschermittwoch
- 1925: Frauen, die man oft nicht grüßt
- 1925: Die Straße des Vergessens
- 1926: Manon Lescaut
- 1926: Der Stolz der Kompagnie
- 1926: Die Flucht in den Zirkus
- 1926: In der Heimat, da gibt’s ein Wiedersehn!
- 1926: Trude, die Sechzehnjährige
- 1926: Liebe
- 1926: Das war in Heidelberg in blauer Sommernacht
- 1927: Rinaldo Rinaldini
- 1927: Arme kleine Sif
- 1928: Anastasia, die falsche Zarentochter
- 1928: Ossi hat die Hosen an
- 1929: Die nicht heiraten dürfen
- 1929: Die seltsame Vergangenheit der Thea Carter
- 1929: Kolonne X
- 1929: Hochverrat
- 1929: Engel im Séparée
- 1930: Das Flötenkonzert von Sans-souci
- 1931: Schatten der Unterwelt
- 1931: Emil und die Detektive
- 1932: Der Rebell
- 1934: Die englische Heirat
- 1934: Ein Kind, ein Hund, ein Vagabund
- 1934: So endete eine Liebe
- 1935: Regine
- 1936: Stadt Anatol
- 1938: Der Blaufuchs
- 1939: Bel Ami
- 1939: Eine kleine Nachtmusik
- 1941: Clarissa
- 1941: Frau Luna
- 1942: Die große Liebe
- 1942: Dr. Crippen an Bord
- 1944: Ich hab’ von dir geträumt
- 1945: Das alte Lied